# ウィジャヤバーフ1世
ウィジャヤバーフ1世（முதலாம் விஜயபாகு, 1039年 - 1110年）は、スリランカの王。王家に生まれ、インド南部チョーラ朝のセイロン島への侵略期に育つ。1070年、17年間の軍事行動によりチョーラ朝を駆逐、スリランカの仏教を立て直した。

## 生い立ち
1039年ごろ、セイロン島南部にあるルフナ公国の公子キッティ（またはキーティ）として生まれる。生まれた当時のセイロン島は北部が南インドのチョーラ朝に支配され、中南部をセイロン王朝が支配するという状況だった。
15歳でルフナ公ロキサッラを倒し、1055年には自らがルフナ公に即位してウィジャヤバーフを名乗るようになった。
チョーラ朝はルフナ王国に対して度重なる攻撃を加えたがウィジャヤバーフはこれに反抗してむしろ同王朝の勢力を追い出し、1058年にはルフナ王国領の支配を確立した。

## ポロンナルワ奪還

### 第一次
ルフナ公国平定後、ウィジャヤバーフは都のポロンナルワ奪還を目指して進軍した。1066年には1度目の攻撃を行い占領したが南インドから援軍が駆けつけたチョーラ朝軍に敗北し、短期間でポロンナルワを明け渡した。これ以降領内で3度の反乱が発生し、短期間で再びチョーラ朝を攻めることは叶わなかった。一方で彼はカタラガマを臨時の首都とし、ポロンナルワ奪還のため軍の増強に努めた。

## 脚注

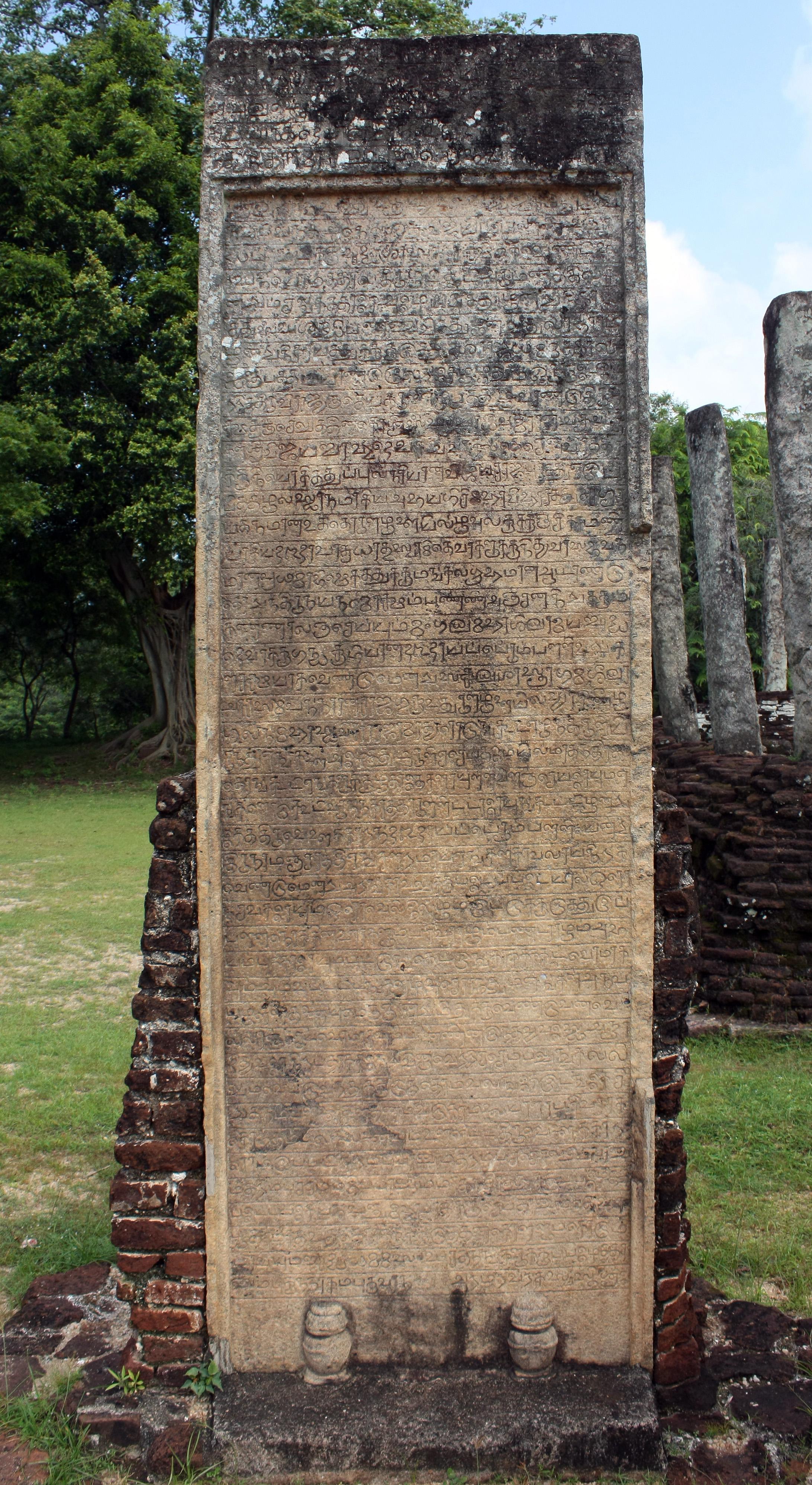
ウィジャヤバーフ1世の碑文（ポロンナルワ）